# 洛佩兹·拉米雷斯
荷西·路易斯·盧比斯·拉米利斯（José Luis López Ramírez，1981年3月31日—），生于聖荷西，哥斯達黎加职业足球运动员，曾效力于中國超級足球聯賽球会大連實德。

## 生涯

### 球會生涯
一直效力薩普里沙的他在不到4年內已經贏得了5次全國冠軍，1次中美洲國家盃和中北美洲及加勒比海聯賽冠軍盃冠軍，亦曾替球隊出席2005年豐田杯，最終薩普里沙完成第三位，只僅次於南美自由盃冠軍聖保羅和歐洲聯賽冠軍盃冠軍利物浦。
盧比斯在2008年7月正式以借將身份加盟澳洲球會墨爾本勝利，為期兩年，盧比斯在2008年7月26日對珀斯光榮首次亮相，效力一季後，球隊購入另一外援基蘭，球隊為騰出一個空間而停止租約。
2010年3月，盧比斯加盟了中超球會大連實德以替代趙旭日。
2013年8月，盧比斯免費加盟烏拉圭科羅納多。

### 國際賽生涯
他一直是哥斯達黎加U20、U23國家隊重要的球員，並曾以隊長出席在阿根廷舉行的2001年世青盃，以及代表U23隊出席在希臘的2004年夏季奧運會。
他總共25次代表國家隊，其中在2003年9月7日的友誼賽對美國首度登場，亦為球隊在2006年世界杯和2010年世界杯外圍賽上場。
盧比斯拉米利斯在2005年美洲金盃中三度登場。

## 榮譽
- A-League: 2008-2009

## 外部連結
- National Football Teams profile （页面存档备份，存于）